# Chutes Voltaire
Les chutes Voltaire, sont un ensemble de chutes d'eau qui se trouve sur un cours d'eau du même nom, situé dans la commune de Saint-Laurent-du-Maroni en Guyane. 
Elles parcourent 200 mètres sur un dénivelé de 55 mètres. Le cours d'eau se jette ensuite dans le Maroni. Elles coulent toute l'année, et se gorgent d'eau à la saison des pluies.
Les chutes Voltaire sont accessibles après 73 kilomètres de piste, puis une heure et demie de marche à travers la forêt amazonienne.

## Histoire
Les chutes et le sentier d'accès sont situés sur le domaine de l'État.
Les chutes Voltaire ont été découvertes en janvier 1991 par les sapeurs de la 2éme Compagnie de Travaux École du 3éme RSMA de Cayenne en créant un layon de chasse pour relier le village d’Apatou. L’ONF de Saint Laurent du Maroni a été informé quelques semaines plus tard lors d’un de leur passage au camp Voltaire [réf. nécessaire]. Chef de section travaux Philippe Choisy 